# Gustaf Gründgens
Gustaf Gründgens (Düsseldorf, 22 dicembre 1899 – Manila, 7 ottobre 1963) è stato un attore e regista tedesco.

## Biografia
Principalmente attore teatrale, fu anche regista e produttore televisivo. Il ruolo che lo rese famoso fu quello del boss malavitoso di M - Il mostro di Düsseldorf (1931) di Fritz Lang. Il 24 luglio 1926 sposò Erika Mann, la figlia dello scrittore Thomas Mann, ma i due divorziarono nel 1929. Nel 1936 Gründgens fu protagonista di un romanzo del cognato Klaus Mann, Mephisto, ostacolato dallo stesso Gründgens, che dopo la sua morte venne trasposto nel 1981 al cinema, con l'omonimo titolo, da István Szabó.
Dal 1936 al 1946 fu sposato con l'attrice Marianne Hoppe. Dal 1955 al 1963 fu direttore del Deutsches Schauspielhaus ad Amburgo. Sotto la sua direzione, il Deutsches Schauspielhaus divenne uno dei principali teatri della Germania. La sua ultima performance di attore fu in Das Glas Wasser (Il bicchiere d'acqua, 1960) di Helmut Käutner.

## Filmografia

### Attore
- Casa materna (Ich glaub' nie mehr an eine Frau), regia di Max Reichmann (1930)
- Hokuspokus, regia di Gustav Ucicky (1930)
- Mezzanotte (Va Banque), regia di Erich Waschneck (1930)
- L'Incendio dell'opera (Brand in der Oper), regia di Carl Froelich (1930)
- Danton, regia di Hans Behrendt (1931)
- M - Il mostro di Düsseldorf (M), regia di Fritz Lang (1931)
- Il ratto di Monna Lisa (Der Raub der Mona Lisa), regia di Géza von Bolváry (1931)
- Luise, Königin von Preußen, regia di Carl Froelich (1931)
- Il generale York (Yorck), regia di Gustav Ucicky (1931)
- La contessa di Montecristo (Die Gräfin von Monte-Christo), regia di Karl Hartl (1932)
- Teilnehmer antwortet nicht, regia di Rudolph Cartier e Marc Sorkin (1932)
- Amanti folli (Liebelei), regia di Max Ophüls (1933)
- Amanti folli (Une histoire d'amour), regia di Max Ophüls (1933)
- Addio giorni felici (Die schönen Tage von Aranjuez), regia di Johannes Meyer (1933)
- Il tunnel (Der Tunnel), regia di Curtis Bernhardt (1933)
- Le tunnel, regia di Curtis Bernhardt (1933)
- Schwarzer Jäger Johanna, regia di Johannes Meyer (1934)
- Così finì un amore (So endete eine Liebe), regia di Karl Hartl (1934)
- La flotta delle illusioni (Das Erbe von Pretoria), regia di Johannes Meyer (1934)
- Hundert Tage, regia di Franz Wenzler (1935)
- Giovanna d'Arco (Das Mädchen Johanna), regia di Gustav Ucicky (1935)
- Pygmalion, regia di Erich Engel (1935)
- La flotta delle illusioni (Das Erbe von Pretoria), regia di Johannes Meyer (1934)
- Eine Frau ohne Bedeutung, regia di Hans Steinhoff (1936)
- Kapriolen, regia di Gustaf Gründgens (1937)
- Tanz auf dem Vulkan, regia di Hans Steinhoff (1938)
- Ohm Kruger l'eroe dei Boeri (Ohm Krüger), regia di Hans Steinhoff e, non accreditati, Karl Anton e Herbert Maisch (1941)
- Senza gloria (Friedemann Bach), regia di Traugott Müller e Gustaf Gründgens (1941)
- Das Glas Wasser, regia di Helmut Käutner (1960)
- Faust regia Peter Gorski e, non accreditato, Gustaf Gründgens (1960)

### Regista (parziale)
- Eine Stadt steht kopf (1933)
- Kapriolen (1937)
- Il romanzo di una donna (1939)
- Zwei Welten (1940)
- Senza gloria (Friedemann Bach), co-regia Traugott Müller (1941)
- Faust, co-regia Peter Gorski - non accreditato (1960)

### Produttore
- Eine Stadt steht kopf, regia di Gustaf Gründgens (1933)